# Potalieae
Potalieae es una tribu de plantas con flores perteneciente a la familia de las gentianáceas. Contiene 150 especies en 13 géneros.

## Descripción
Son árboles, lianas , arbustos o hierbas. Las inflorescencias se encuentran en cimas dicasiales, en forma de  racimos , umbelas o como flores solitarias. El fruto es   una baya carnosa o cápsula.

## Distribución
Se distribuyen por las regiones tropicales de América Central y América del Sur, África, Madagascar, Asia, Océano Pacífico y norte de Australia.

## Hábitat
Se encuentran en las selvas tropicales, sabanas, pastizales, y con menos frecuencia  en los bordes de caminos y otros hábitats perturbados.

## Géneros
| - Anthocleista - Congolanthus - Djaloniella - Enicostema - Fagraea | - Faroa - Karina - Lisianthius - Neurotheca | - Oreonesion - Potalia - Pycnosphaera - Urogentias |